# Sangga Lima Perkebunan Serapuh
Sangga Lima Perkebunan Serapuh is een bestuurslaag in het regentschap Langkat van de provincie Noord-Sumatra, Indonesië. Sangga Lima Perkebunan Serapuh telt 2347 inwoners (volkstelling 2010).